# Guaraniella bracata
Guaraniella bracata là một loài nhện trong họ Theridiidae.
Loài này thuộc chi Guaraniella. Guaraniella bracata được Léon Baert miêu tả năm 1984.